# Droogdokbrug
De Droogdokbrug was een brug in het Antwerpse havengebied op de rechteroever van de Schelde. De brug vormde de afsluiting van Droogdok 7, dat speciaal werd gegraven voor het onderhoud van de schepen van de Red Star Line en lag in het verlengde van de Albertbrug die over de verbinding tussen het Kanaalsas en het Amerikadok lag.
Naast de Droogdokbrug lag het Pomphuis dat diende om het droogdok leeg te pompen. Momenteel is er in het Pomphuis een restaurant gevestigd.
Toen het Kanaalsas werd verbreed, verdween ook het Droogdok 7 en werden de Droogdokbrug en de Albertbrug afgebroken. De Straatsburgbrug aan het andere uiteinde van het Kanaalsas was reeds vroeger vervangen door een vaste brugconstructie.
Er liep een enkelsporige spoorlijn over de brug, en over de Albertbrug en Straatsburgbrug, en ook op de kades aan weerszijden van de Kanaalsas. 
Albertbrug · Asiabrug · Berendrechtbrug · Boudewijnbrug · Droogdokbrug · Farnesebrug · Frederik Hendrikbrug · Kattendijkbrug · Kempischebrug · Kruisschansbrug · Lefèbvrebrug · Lillobrug · Londenbrug · Luikbrug · Meestoofbrug · Melselebrug · Mexicobrug · Nassaubrug · Noorderlaanbrug · Noordkasteelbrug · Noordlandbrug · Oosterweelbrug · Oudendijkbrug · Petroleumbrug · Royersbrug · Siberiabrug · Straatsburgbrug · Van Cauwelaertbrug · Willembrug · Wilmarsdonkbrug · Zandvlietbrug · Ophaalbrug Merksem Groot Dok · Ophaalbrug Merksem Klein Dok